# Promestosoma boggianii
Promestosoma boggianii är en mångfotingart som beskrevs av Filippo Silvestri 1898. Promestosoma boggianii ingår i släktet Promestosoma och familjen orangeridubbelfotingar. Inga underarter finns listade i Catalogue of Life.